# Zingiberaceae
Le Zingiberacee (Zingiberaceae Martinov) sono una famiglia di piante angiosperme monocotiledoni dell'ordine Zingiberales, comprendente 57 generi e oltre 1300 specie distribuite nelle aree tropicali di Africa, Asia e America, tra cui molte specie aromatiche, ornamentali e medicinali.

## Descrizione
Le Zingiberacee hanno tutte portamento erbaceo. Alcune sono epifite.
I fiori sono ermafroditi, di solito fortemente irregolari, composti da un calice tubolare e una corolla parimenti tubolare. Tipicamente, ci sono tre stami, di cui due sterili uniti tra loro. L'ovario è inferiore.
I fiori sono riuniti in infiorescenze nelle quali spiccano le grandi brattee, disposte a spirale e a volte colorate. I fiori, in molte specie, sembrano collocati nelle cavità tra le brattee.
Le Zingiberacee sono dotate di rizoma - fusto sotterraneo, più o meno ramificato.

## Distribuzione e habitat
La famiglia ha una tipica distribuzione pantropicale, cioè è presente nelle regioni tropicali sia del Vecchio che del Nuovo Mondo.
Il massimo centro di diversità si trova nell'Asia sud-orientale.

## Tassonomia
La famiglia viene suddivisa in 4 sottofamiglie e 6 tribù:
- Sottofamiglia Siphonochiloideae
  - Tribù Siphonochileae
    - Siphonochilus J.M.Wood & Franks
- Sottofamiglia Tamijioideae
  - Tribù Tamijieae
    - Tamijia S.Sakai & Nagam.
- Sottofamiglia Alpinioideae
  - Tribù Alpinieae
    - Adelmeria Ridl.
    - Aframomum K.Schum.
    - Alpinia Roxb.
    - Amomum Roxb.
    - Aulotandra Gagnep.
    - Cyphostigma Benth.
    - Elettaria Maton
    - Epiamomum A.D.Poulsen & Skornick.
    - Etlingera Giseke
    - Geocharis (K.Schum.) Ridl.
    - Geostachys (Baker) Ridl.
    - Hornstedtia Retz.
    - Lanxangia M.F.Newman & Skornick.
    - Leptosolena C.Presl
    - Meistera Giseke
    - Plagiostachys Ridl.
    - Renealmia L.f.
    - Siliquamomum Baill.
    - Sulettaria A.D.Poulsen & Mathisen
    - Sundamomum A.D.Poulsen & M.F.Newman
    - Vanoverberghia Merr.
    - Wurfbainia Giseke

  - Tribù Riedelieae
    - Burbidgea Hook.f.

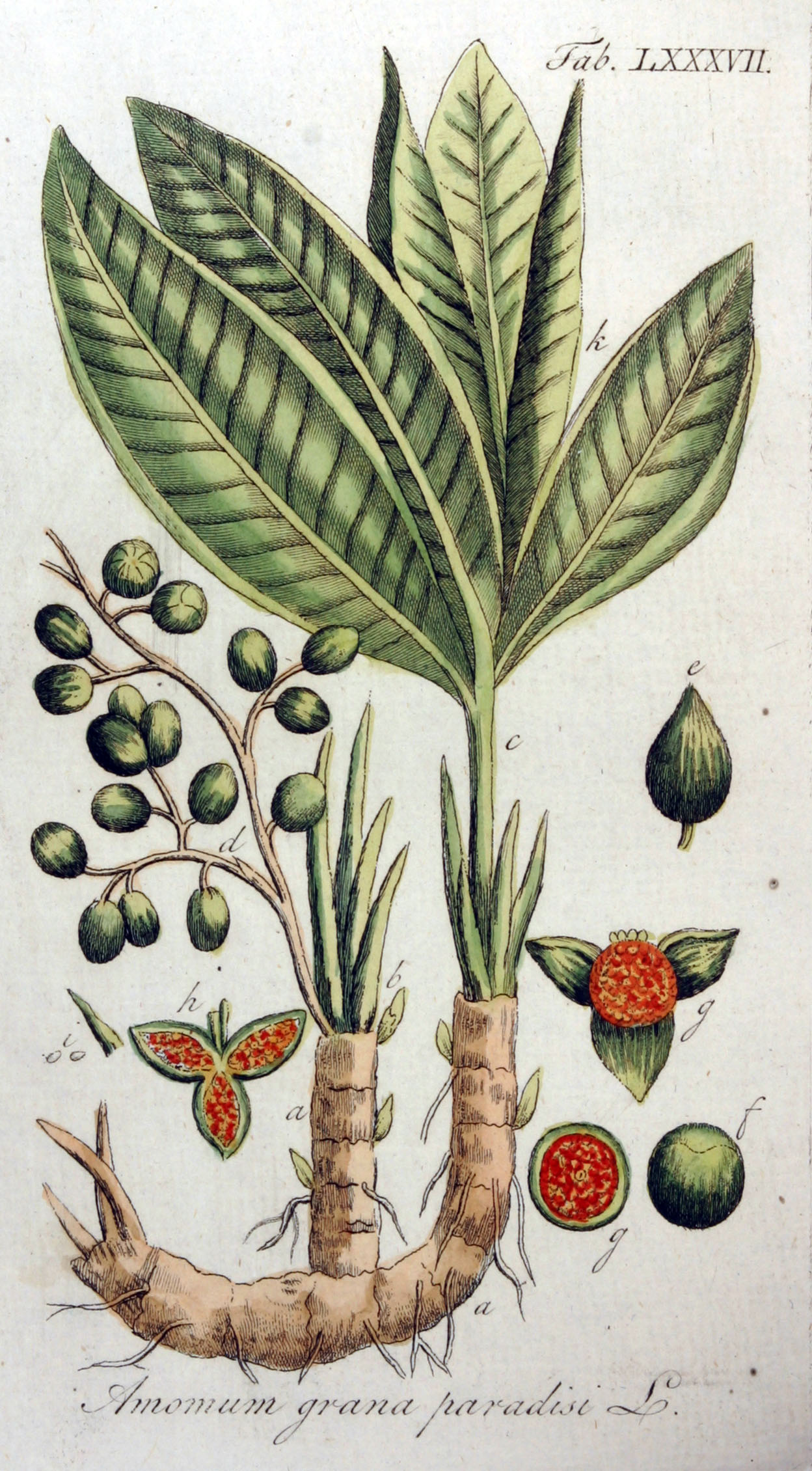
Semi del paradiso
(Aframomum melegueta)

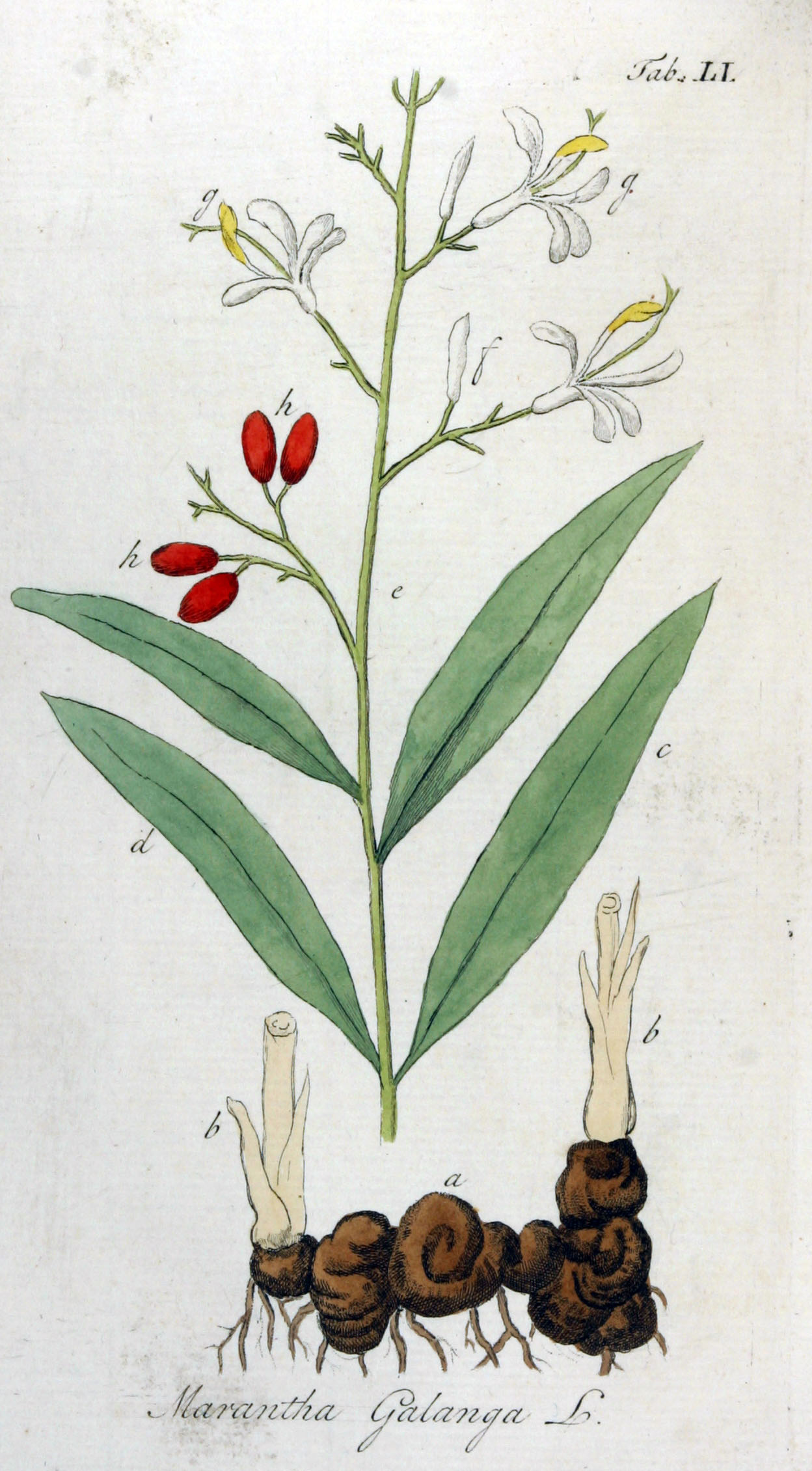
Galanga o pepe thailandese
(Alpinia galanga)

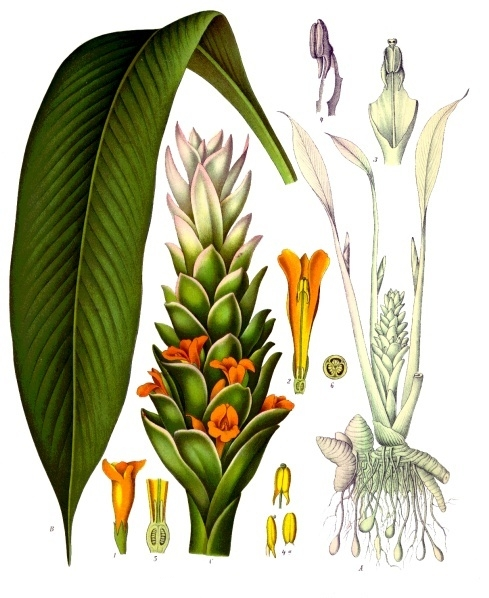
Curcuma
(Curcuma longa)

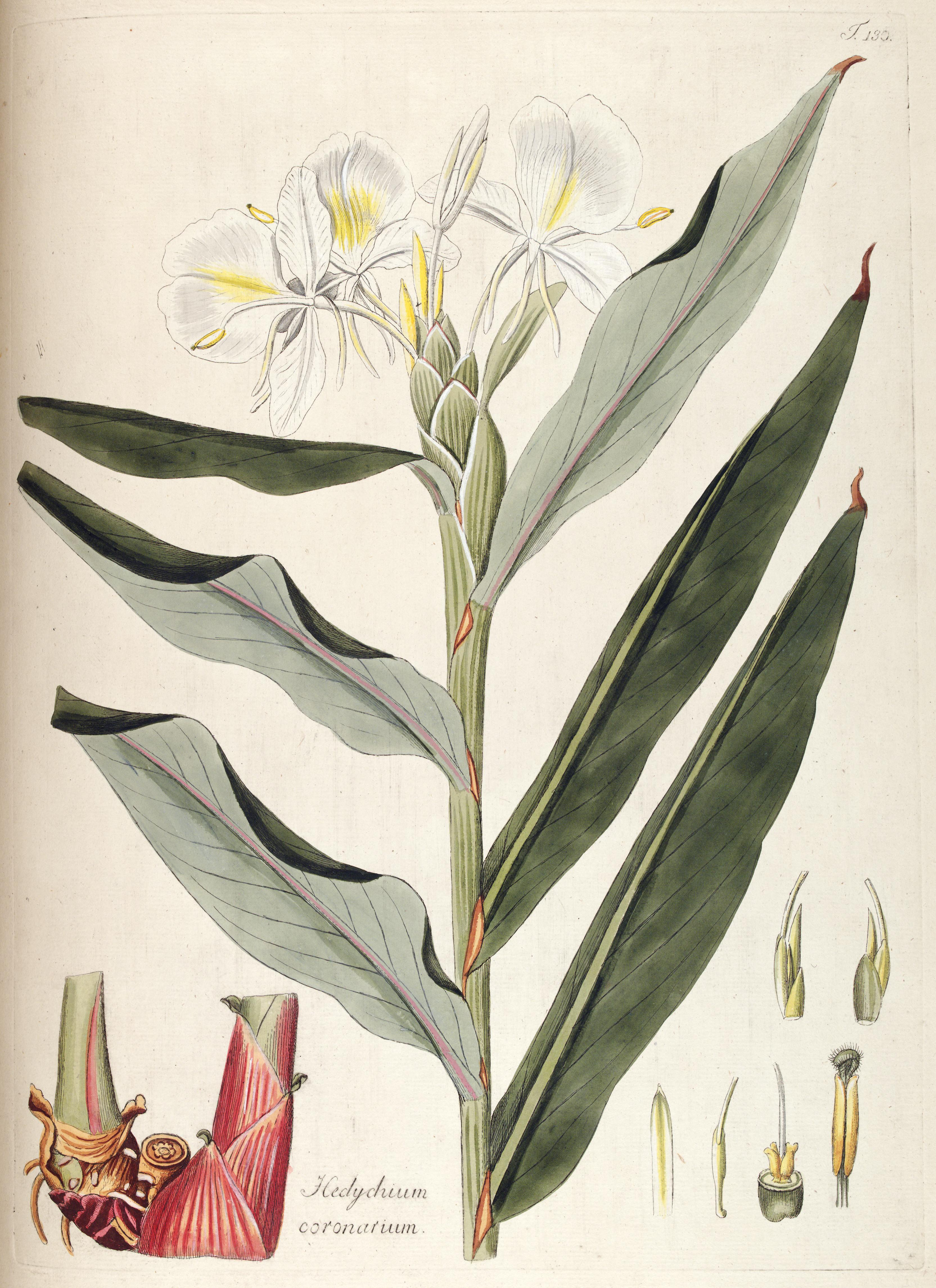
Zenzero a giglio bianco
(Hedychium coronarium)

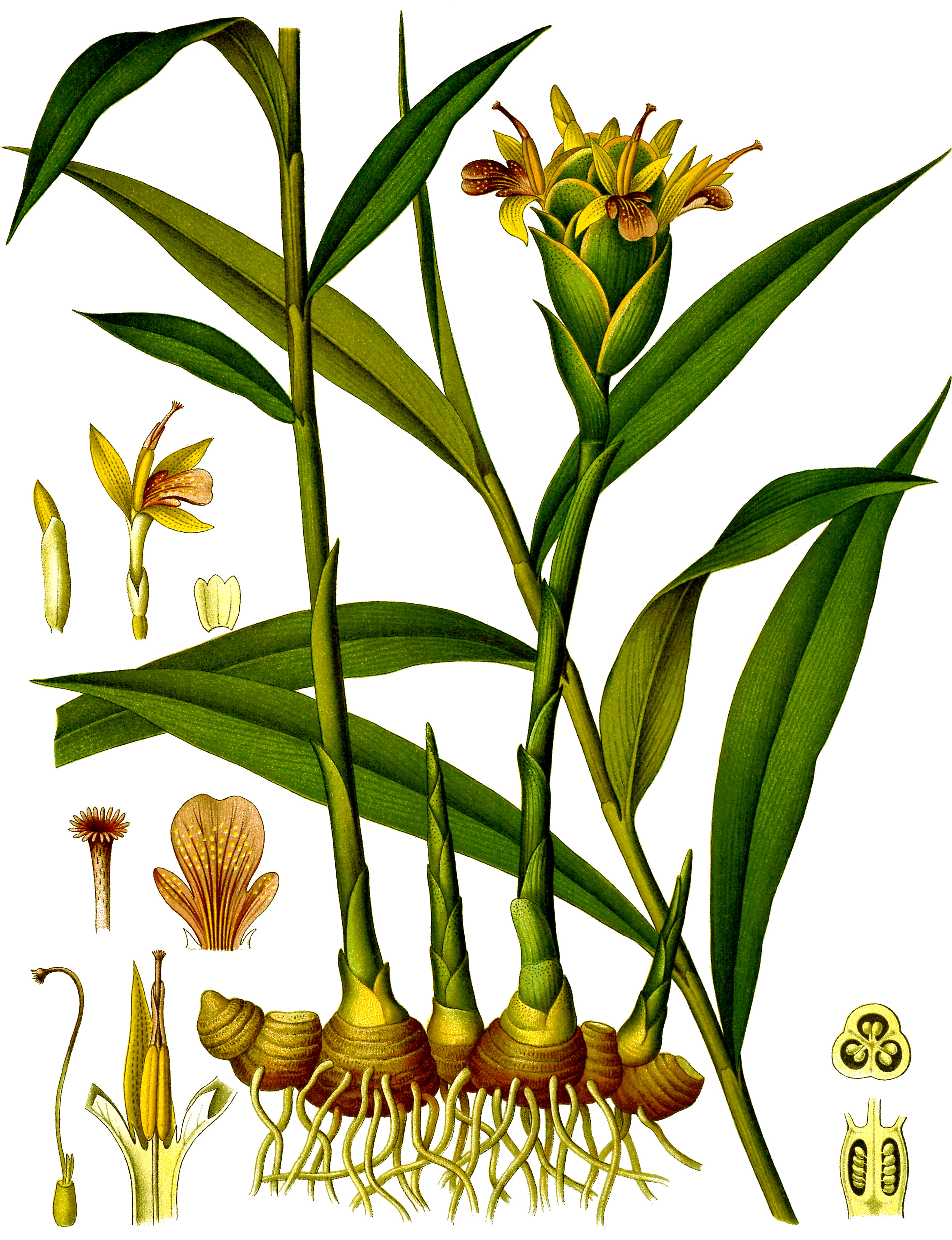
Zenzero
(Zingiber officinale)

    - Pleuranthodium (K.Schum.) R.M.Sm.
    - Riedelia Oliv.
    - Siamanthus K.Larsen & J.Mood
- Sottofamiglia Zingiberoideae
  - Tribù Zingibereae
    - Boesenbergia Kuntze
    - Camptandra Ridl.
    - Caulokaempferia K.Larsen
    - Cautleya (Royle ex Benth.) Hook.f.
    - Cornukaempferia Mood & K.Larsen
    - Curcuma L.
    - Distichochlamys M.F.Newman
    - Haniffia Holttum
    - Hedychium J.Koenig
    - Johoralia C.K.Lim
    - Kaempferia L.
    - Kedhalia C.K.Lim
    - Larsenianthus W.J.Kress & Mood
    - Myxochlamys A.Takano & Nagam.
    - Nanochilus K.Schum.
    - Newmania N.S.Lý & Škorničk.
    - Parakaempferia A.S.Rao & D.M.Verma
    - Perakalia C.K.Lim
    - Pommereschea Wittm.
    - Pyrgophyllum (Gagnep.) T.L.Wu & Z.Y.Chen
    - Rhynchanthus Hook.f.
    - Roscoea Sm.
    - Scaphochlamys Baker
    - Stadiochilus R.M.Sm.
    - Zingiber Mill.

  - Tribù Globbeae
    - Gagnepainia K.Schum.
    - Globba L.
    - Hemiorchis Kurz

## Proprietà
Curcuma e zenzero sono inibitori dell'enzima ornitina decarbossilasi, forti inibitori dell'acido arachidonico, e ad uso topico una funzione antinfiammatoria per l'inibizione della crescita cellulare ("selettiva": in quanto sulle sole cellule della pelle in fase di rigenerazione e per il plus di crescita indotta da 12-O-Tetradecanoylphorbol-13-acetate (TPA) in caso di infiammazione).